# 5,6 mm Suisse

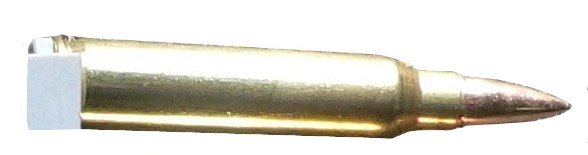
Gw Pat.90 5.6 mm RUAG.

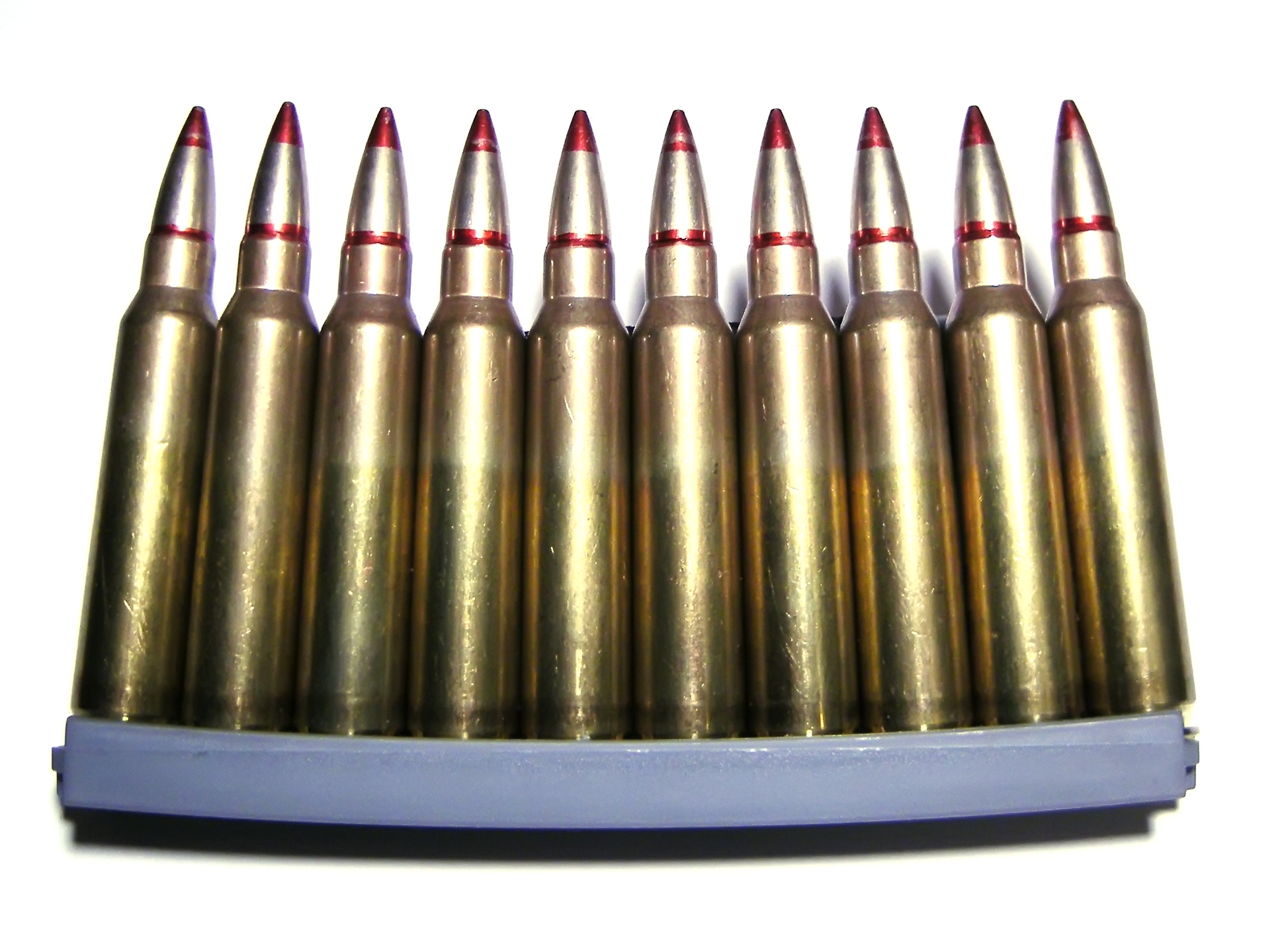
Cartouche lumineuse.

La Gw Pat.90 (cartouche de fusil 1990 de 5,6 mm), plus connue sous le nom de 5,6 mm suisse ou GP90, est la munition règlementaire du SIG-550 utilisé par l'Armée suisse.

## Histoire

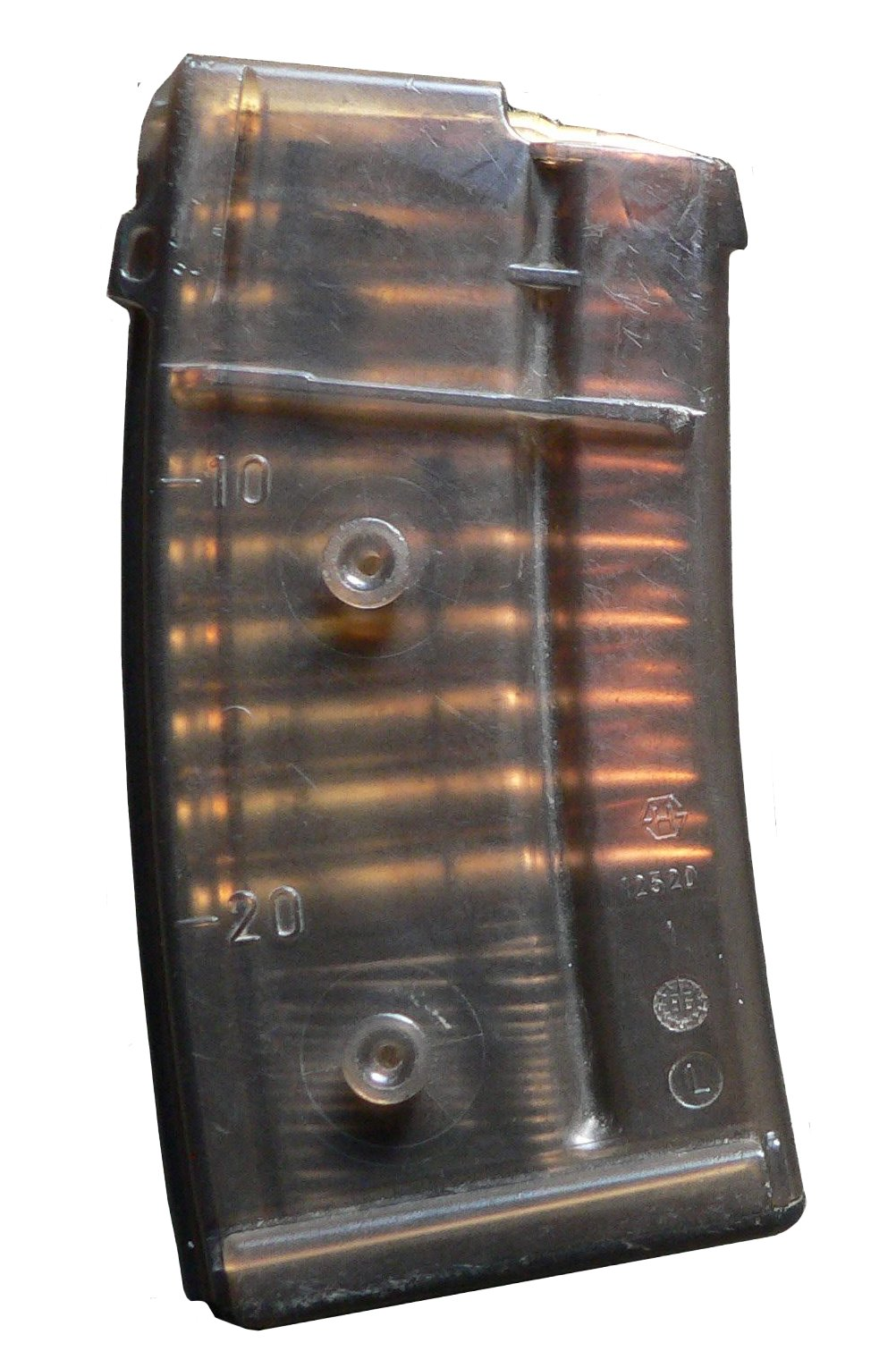
Magasin de SIG-550 rempli de Gw Pat 90.

Cette cartouche succéda à la 7,5 × 55 mm GP11 tirée tout d'abord par le fusil 1896/11, le fusil 11 et mousqueton Mq 11 (d'où son nom de Gewehr Patronen 11, ou GP 11), puis par le mousqueton Mq 31 (jusqu'ici seulement des armes à verrou) et finalement par le Stgw 57/Fass 57 automatique, remplacé par le Fass 90 (SG550-1) dès 1987. Les expériences précédentes de changement de fusils règlementaires avaient prouvé que l'adoption d'une nouvelle munition revenait moins cher que l'adaptation des installations de tirs militaires. Ses créateurs choisirent de concevoir une cartouche du même calibre que le 5,56 × 45 mm OTAN mais capable d'une grande précision à 300 m.
En dépit de son nom, la cartouche est interchangeable avec la munition 5,56 × 45 mm Otan et il n'existe aucune incompatibilité entre les deux.

## Différences avec le 5.56mm OTAN
La principale différence entre le 5.56 mm OTAN classique et la GP90 réside dans la masse du projectile du 5.6 mm suisse. Malgré cela, cette munition est un calibre 5.56 mm OTAN à part entière, répondant à ses exigences réglementaires bien que sa balle soit plutôt lourde (4.1 grammes ou 63 grains) et à relativement basse vélocité (850 m/s).
Cette particularité est mise à profit pour sa stabilité en vol. Cela implique l'utilisation de canons rayés qui fournissent un plus faible taux de rotation. En effet, un projectile plus massif nécessite une plus faible vitesse angulaire pour un même moment cinétique. Cela diminue ainsi sa précession et assure donc une meilleure stabilité en vol. L'effet Magnus se voit aussi réduit. Cela permet un tir précis à 300 m, même à la mire métallique.
Le fusil SIG550 est, par conséquent, distribué en deux versions : le SIG550-1 (version "locale") équipé d'un canon rayé de 1:10 (256 mm) optimisé pour la GP90, et le SIG550-2 (version "export") avec un canon rayé de 1:7 (178 mm) plus adapté aux munitions 5.56 mm et .223 Remington courantes. La même dénomination est conservée pour les autres modèles produits en Suisse (p. ex: SIG553-1 et SIG553-2).

## Caractéristiques
Cartouche pour fusil 5,6 mm 90
- Diamètre réel du projectile : 5,69 mm
- Longueur étui : 44,70 mm
- Longueur de la cartouche : 57,40 mm
- Masse du projectile : 4,1 g (63 gr)
- Masse de la cartouche: 12,7 g

Cartouche lumineuse pour fusil 5,6 mm 90
- Masse du projectile : 3,9 g
- Masse de la douille et charge : 8,6 g
- Masse de la cartouche: 12,5 g
- La matière lumineuse brûle sur environ 500 mètres

Cartouche de marquage pour fusil 5,6 mm 90
- Masse de la cartouche: 23,9 g
- Extrémité recouverte d'un vernis de couleur verte

Cartouche de manipulation (ancien modèle) pour fusil 5,6 mm 90
- Masse de la cartouche: 12,5 g
- Douille marquée par trois rainures moletées

## Production et usage

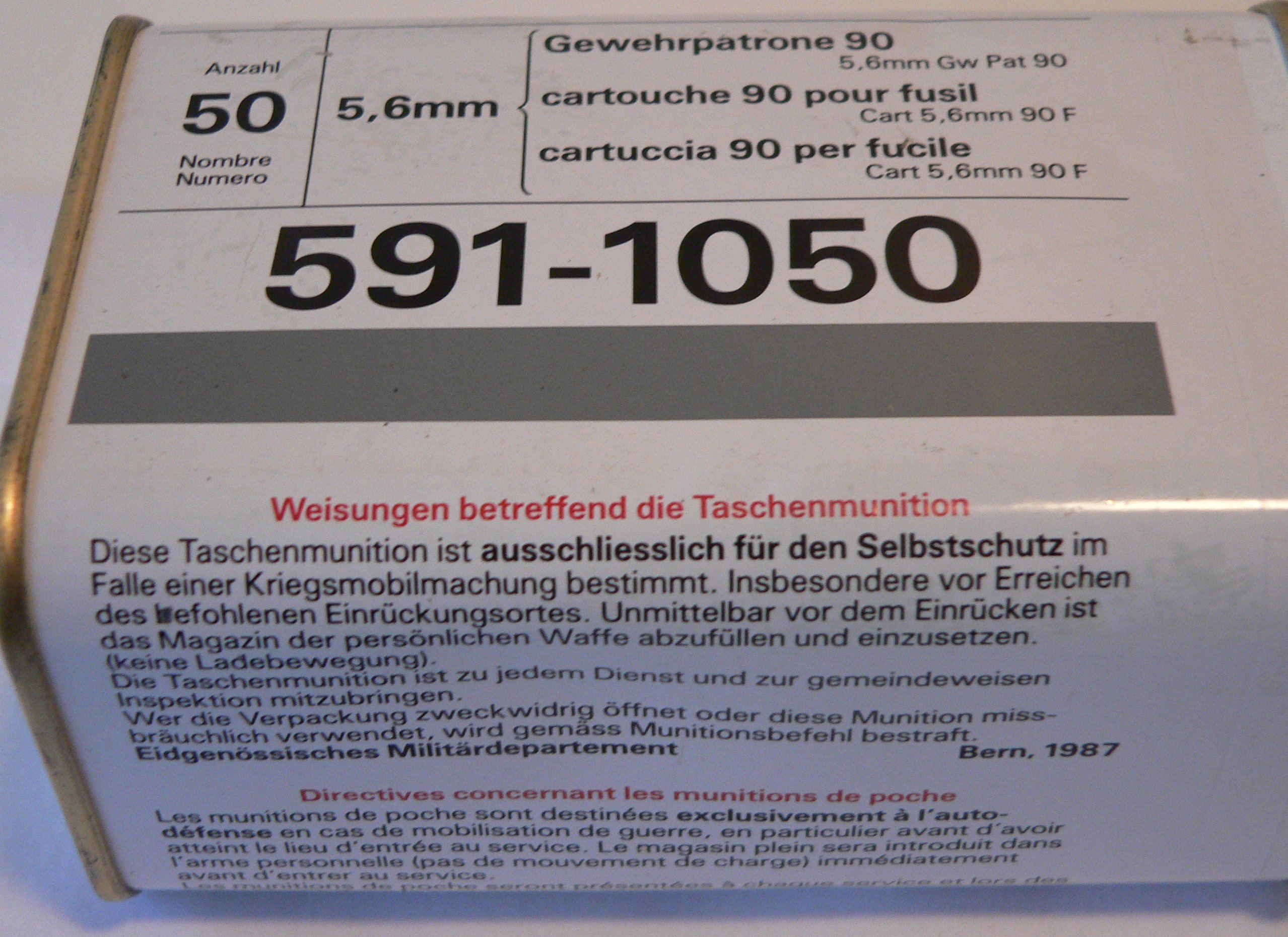
Cartouche militaire suisse prête à l'emploi. Chaque milicien porteur d'un fusil recevait jusqu'en 2007 une boite personnelle scellée de 50 cartouches, réparties par lames de 10.

La cartouche est conçue pour limiter sa pollution par le plomb.
Elle est produite par RUAG Munition, une société de RUAG Holding AG. Son projectile en acier chemisé contient environ 95 % Pb, 2 % Sb, 3 % Cu. Plus d'un milliard de ces cartouches avaient été produits à la date de 2005. Elle est également utilisée comme cartouche de sport en Suisse. Les militaires encore astreints au service doivent effectuer tous les ans des tirs obligatoires avec leur fusil d'assaut et ce type de cartouche.
Cette cartouche se décline en trois variantes :
- balle chemisée en acier
- munition traçante
- cartouche de marquage (cartouche à blanc)

Les exercices de manipulation avec le fusil d'assaut se faisaient auparavant avec des cartouches pleines semblables à la cartouche avec projectile chemisé. En raison du risque de confusion entre la cartouche de guerre et celle de manipulation, cette dernière a été remplacée par des cartouches en plastique rouge/orange.